# دهه ۷۹۰ (پیش از میلاد)
دهه ۷۹۰ (پیش از میلاد) ۷۹مین دهه قبل از مبدا شروع تقویم میلادی است.